# Paramanota schachti
Paramanota schachti är en tvåvingeart som beskrevs av Papp 2004. Paramanota schachti ingår i släktet Paramanota och familjen svampmyggor.
Artens utbredningsområde är Taiwan. Inga underarter finns listade i Catalogue of Life.